# Cooper Sportswear
Tvrtka Cooper sporstwear osnovana je 1910. godine u Newarku, u američkoj saveznoj državi New Jersey. Tijekom sudjelovanja američke vojske u Prvom svjetskom ratu bila je dobavljač istoj za vojne kišne kabanice. Suradnja s američkom vojskom nastavljena je i u periodu nakon Prvog svjetskog rata.
Tijekom Drugog svjetskog rata, tvrtka je izrađivala različite vojne uniforme poput zimskih jakni za američko pješaštvo u periodu od 1943. do 1944. godine. 
Tijekom Drugog svjetskog rata izrađivali su i pilotske "A-2" jakne za Ratno zrakoplovstvo SAD-a. S izradom istih tvrtka je započela 1941. godine dobivši ugovor pod šifrom "W535ac23381". Tvrtka je ugovor zadržala sve do kraja 1944. godine s napomenom da je pilotska "A-2" jakna ukinuta kao obvezni dio opreme američkih zrakoplovaca 1943. godine odlukom američkog generala Henry Harley "Hap" Arnolda. Do kraja Drugog svjetskog rata iste su izrađivale samo kao zamjena za dotrajale pilotske "A-2" jakne. Materijali izrade u to doba bila je konjska koža (eng. horsehide) i kozja koža (eng. goatskin).
Tvrtka Cooper Sportswear, 1987. godine bila je jedna od mnogih koje su bile pozvane na natječaj za ponovnu izradu i uvođenje pilotskih "A-2" jakni za potrebe američkog ratnog zrakoplovstva. Tvrtka je prošla isti te su 1988. godine sklopili ugovor za izradu 53.000 pilotskih jakna za potrebe američkog zrakoplovstva. Na idućim natječajima za izradu pilotskih "A-2" jakna tvrtka je također dobivala ugovore (1992. uz tvrtku Branded Garments Orchard M/C., 1995. i 1996. godine), a od 1998. godine natječaje je dobivala tvrtka Cockpit USA, koja je u to doba obavljala svoju djelatnost pod nekadašnjim imenom "Avirex LTD.". Tvrtka Avirex LTD. 2006. godine mijenja ime u "Cockpit USA". Cooper je također izrađivao stilizirane A-2 i G-1 jakne, koje su po specifikacijama bile istovjetne jaknama koje je proizvodio za zrakoplovstvo i mornaričko zrakoplovstvo. Razliku je bilo najlakše uočiti po etiketama koje su se nalazile u unutrašnjosti jakne u visini vrata. Dok su A-2 jakne izrađivane za zrakoplovstvo imale bijelu etiketu s NSN (National Serial Number) i SPO (System Program Offices) brojem, od 1994. godine, i bile rađene pod imenom Saddlery, kod civilne verzije etiketa je bila narančaste boje i nije imala SPO i NSN broj, nego GAC i CSN broj. G-1 jakne jakne izrađivane za zrakoplovstvo su također imale bijelu etiketu sa SPO i NSN brojem, te su za razliku od A-2 jakni bile izrađivane pod imenom Cooper sportswear, a civilne verzije su imale plavu etiketu, bez SPO i NSN broja. 
Za napomenuti je da vojne verzije A-2 i G-1 jakni obvezno moraju sadržavati SPO i NSN broj, s time da je slovna oznaka NSN vidljiva samo kod Cooperovih jakni, dok to nije slučaj kod jakni izrađenih od strane Branded Garments Orchard, Avirexovih (osim iz 1998. godine) i Cockpitovih jakni, a da se radi o NSN broju, kod ovih jakni, najlakše je uočiti jer mora započinjati s brojem 8415. Cooperove vojne verzije jakni rađene do 1994. godine umjesto SPO broja imaju DSA (Defnse Support Agency) broj. Također je za napomenuti da su narudžbe A-2 jakni iz 1988. i 1992. godine bile puno veće nego narudžbe iz 1995. i 1996. godine, jer su zadnje dvije narudžbe rađene samo za zamjene dotrajalih jakni, tako da su jakne rađene po narudžbama iz 1995. i 1996. godine puno rjeđe, s time da je serija rađena 1996. godine bila količinski najmanja. 

Utvrđivanje kada je jakna izrađena najlakše je obaviti putem SPO, ranije DSA broja, na sljedeći način: četvrta i peta znamenka u SPO ili DSA broju označavaju godinu proizvodnje. Primjer: SPO 100-95-C-4030, znači da je jakna iz serije rađene 1995. godine. Isto je s jaknama koje imaju DSA broj. 

U periodu od 1988. do 1997. godine, osim pilotskih "A-2" jakna za potrebe američkog zrakoplovstva, tvrtka Cooper Sportswear bila je službeni dobavljač za pilotske "G-1" jakne za Ratnu mornaricu SAD-a. 
Tvrtka 1996. godine dobiva natječaj za izradu modificirane "A-2" jakne za američki ured obrane "Defense Supply Center Philadelphia" u američkoj saveznoj državi Pennsyslilvaniji. Za razliku od dotadašnjih pilotskih "A-2" jakna kojima je bila karakteristika da su imale samo dva vanjska džepa, te kopču ispod vrata, nova verzija ima i dva bočna džepa, dva unutarnja džepa i držač za dvije olovke, a kopča ispod vrata je uklonjena. Također jakna je šireg kroja. Navedeno je napravljeno zbog čestih pritužbi pilota, kojima su nedostajali bočni i unutarnji džepovi, koji su ih samo-inicijativno modificirali najčešće u kožarskim radnjama u Turskoj i Južnoj Koreji prilikom raznih ratnih misija i slično. Jedna od najpoznatijih kožarskih radionica za prerade bila je "Pop's Leather" u Turskoj. Tvrtka Cooper Sportswear nikada nije za modificiranu pilotsku "A-2" jaknu dobila službeni ugovor od strane Američkog ratnog zrakoplovstva ali prvi ugovor za istu dobila je tvrtka Cockpit USA (tada pod imenom Avirex LTD.) i to po ugovoru iz 1999. godine. Stilizirana jakna "A-2" tvrtke Cockpit USA danas dolazi pod nazivom "Official USAF 21st Century A-2 Jacket" dok je jakna iz nekadašnjeg Avirexovog ugovora iz 1998. godine napravljena po starim specifikacijama iz vremena tvrtke Cooper sportswear.
Tvrtka Cooper Sportswear je po gubitku ugovora za pilotske "A-2" i "G-1" jakne prestala postojati, a vlasnik iste nastavio je poslovati pod imenom "Neil Cooper USA". Početkom 2000-ih godina tvrtka "Neil Cooper USA" prodana je američkoj tvrtki "US Wings".